# Bahnstrecke Halmstad–Bolmen
| Bahnhof Ryaberg (1940er Jahre) |                   |                                                          |                                                          |
| Streckenlänge: | 64 km             |                                                          |                                                          |
| Spurweite: | 1067 mm (Kapspur) |                                                          |                                                          |
| Maximale Neigung: | 17 ‰              |                                                          |                                                          |
| Minimaler Radius: | 300 m             |                                                          |                                                          |
| Streckengeschwindigkeit: | 35 km/h           |                                                          |                                                          |
| |                   |                                                          |                                                          |
| \| \| \| Vislanda–Bolmens Järnväg \| \| \| \| 64,006 \| Bolmen \| Bolmen \| \| \| 59,369 \| Piksborg \| Piksborg \| \| \| \| Fettjesund \| \| \| \| 54,112 \| Byholma \| Byholma \| \| \| 52,386 \| Mosshylte \| Mosshylte \| \| \| 50,213 \| Åsen \| Åsen \| \| \| \| \| \| \| \| 2,5 \| Unnen[1] \| Unnen[1] \| \| \| 44,166 \| Lidhult \| Lidhult \| \| \| 40,150 \| Bökö \| Bökö \| \| \| 36,178 \| Älmås \| Älmås \| \| \| 33,219 \| Bygget[2] \| Bygget[2] \| \| \| 31,616 \| Fröböke \| Fröböke \| \| \| 26,647 \| Ryaberg \| Ryaberg \| \| \| 22,825 \| Mahult \| Mahult \| \| \| 21,500 \| Mahults herrgård (1935–etwa 1940, ursprünglich Nybygget) \| Mahults herrgård (1935–etwa 1940, ursprünglich Nybygget) \| \| \| 20,000 \| Breareds pump \| Breareds pump \| \| \| 18,178 \| Simlångsdalen \| Simlångsdalen \| \| \| 13,588 \| Skerkered \| Skerkered \| \| \| 11,457 \| Marbäck \| Marbäck \| \| \| 8,57 \| Skedala grusgrop \| Skedala grusgrop \| \| \| 7,403 \| Skedala \| Skedala \| \| \| 5,116 \| Skedalahed \| Skedalahed \| \| \| 0 \| Halmstad Östra \| Halmstad Östra \| \| \| \| ursprünglich "Halmstad HB" oder "Bolmen Halmstad" \| \| \| \| \| zur Västkustbana \| \| \| \| \| \| \| \| Quellen: [3] \| \| \| \| |                   |                                                          |                                                          |
| Strecke (außer Betrieb) |                   | Vislanda–Bolmens Järnväg                                 | Vislanda–Bolmens Järnväg                                 |
| Bahnhof (Strecke außer Betrieb) | 64,006            | Bolmen                                                   | Bolmen                                                   |
| Bahnhof (Strecke außer Betrieb) | 59,369            | Piksborg                                                 | Piksborg                                                 |
| Brücke über Wasserlauf (Strecke außer Betrieb) |                   | Fettjesund                                               | Fettjesund                                               |
| Bahnhof (Strecke außer Betrieb) | 54,112            | Byholma                                                  | Byholma                                                  |
| Haltepunkt / Haltestelle (Strecke außer Betrieb) | 52,386            | Mosshylte                                                | Mosshylte                                                |
| Bahnhof (Strecke außer Betrieb) | 50,213            | Åsen                                                     | Åsen                                                     |
| Strecke von links (außer Betrieb) · Abzweig geradeaus und nach rechts (Strecke außer Betrieb) |                   |                                                          |                                                          |
| Kopfbahnhof Streckenende (Strecke außer Betrieb) · Strecke (außer Betrieb) | 2,5               | Unnen                                                    | Unnen                                                    |
| Bahnhof (Strecke außer Betrieb) | 44,166            | Lidhult                                                  | Lidhult                                                  |
| Bahnhof (Strecke außer Betrieb) | 40,150            | Bökö                                                     | Bökö                                                     |
| Haltepunkt / Haltestelle (Strecke außer Betrieb) | 36,178            | Älmås                                                    | Älmås                                                    |
| Bahnhof (Strecke außer Betrieb) | 33,219            | Bygget                                                   | Bygget                                                   |
| Haltepunkt / Haltestelle (Strecke außer Betrieb) | 31,616            | Fröböke                                                  | Fröböke                                                  |
| Bahnhof (Strecke außer Betrieb) | 26,647            | Ryaberg                                                  | Ryaberg                                                  |
| Haltepunkt / Haltestelle (Strecke außer Betrieb) | 22,825            | Mahult                                                   | Mahult                                                   |
| Haltepunkt / Haltestelle (Strecke außer Betrieb) | 21,500            | Mahults herrgård (1935–etwa 1940, ursprünglich Nybygget) | Mahults herrgård (1935–etwa 1940, ursprünglich Nybygget) |
| Haltepunkt / Haltestelle (Strecke außer Betrieb) | 20,000            | Breareds pump                                            | Breareds pump                                            |
| Haltepunkt / Haltestelle (Strecke außer Betrieb) | 18,178            | Simlångsdalen                                            | Simlångsdalen                                            |
| Haltepunkt / Haltestelle (Strecke außer Betrieb) | 13,588            | Skerkered                                                | Skerkered                                                |
| Bahnhof (Strecke außer Betrieb) | 11,457            | Marbäck                                                  | Marbäck                                                  |
| Abzweig geradeaus und nach links (Strecke außer Betrieb) | 8,57              | Skedala grusgrop                                         | Skedala grusgrop                                         |
| Bahnhof (Strecke außer Betrieb) | 7,403             | Skedala                                                  | Skedala                                                  |
| Bahnhof (Strecke außer Betrieb) | 5,116             | Skedalahed                                               | Skedalahed                                               |
| Bahnhof (Strecke außer Betrieb) | 0                 | Halmstad Östra                                           | Halmstad Östra                                           |
| Strecke (außer Betrieb) |                   | ursprünglich "Halmstad HB" oder "Bolmen Halmstad"        | ursprünglich "Halmstad HB" oder "Bolmen Halmstad"        |
| Strecke (außer Betrieb) |                   | zur Västkustbana                                         | zur Västkustbana                                         |
| |                   |                                                          |                                                          |
| Quellen: |                   |                                                          |                                                          |

Die Bahnstrecke Halmstad–Bolmen (schwedisch Halmstad–Bolmens Järnväg, HBJ) war eine 64 Kilometer lange schwedische Bahnstrecke von Halmstad nach Bolmen in der Provinz Hallands län. Sie hatte eine Spurweite von 1067 mm.

## Geschichte
In den späten 1870er Jahren gab die Handelsvereinigung in Halmstad eine Untersuchung über eine Bahnstrecke vom Endpunkt der Vislanda–Bolmens Järnväg (ViBJ) in Bolmen nach Halmstad in Auftrag. Sie beauftragte den Kapitän des Väg- och vattenbyggnadskåren, Wilhelm Gagner, Pläne und Kostenschätzungen für eine Eisenbahn zwischen Bolmen und Halmstad zu erstellen. Zwei alternative Routen wurden untersucht, eine über Skeen und die andere über den Fettjesund. Die forstwirtschaftlichen Güter und Personen wurden zu diesem Zeitpunkt ausschließlich mit Ochsenkarren und Pferdewagen transportiert.
Am 28. August 1885 fand in Halmstad ein Treffen statt, in dem die Pläne vorgestellt wurden. Gagners Untersuchungen erbrachten eine Kostenschätzung in Höhe von 1,499 Millionen Kronen. Das Treffen zeigte, dass das Interesse an einer Strecke zugenommen hatte und dass viele Gemeinden bereit waren, Geld einzusetzen. Am 28. Oktober 1885 beschloss der Stadtrat von Halmstad, 200.000 Kronen zu investieren.
Bei einem erneuten Treffen am 27. November 1885 in Halmstad wurde beschlossen, eine Gesellschaft zu gründen, gleichzeitig wurde ein Interimsvorstand bestellt. Die Konzession wurde vom Regierungschef der Provinzialregierung (schwedisch Landshövding) Carl Nordenfalk, Freiherr D. E. Stjerncrona und dem Gutsbesitzer und Reichstagsabgeordneten Ivar Lyttkens aus Skedala sowie A. L. Apelstam, N. Lundell, C. F. von Sydow, A. E. Pihl, C. G. Löfström, G. Bengtsson und C. Leander Larsson für eine Strecke mit einer Spurweite von 1067 mm und einer Länge von 65,84 km beantragt, die über den Fettjesund führen würde und deren Kosten auf 1,441 Millionen Kronen geschätzt wurden. Diese Konzession wurde am 6. Mai 1886 erteilt.

## Halmstad–Bolmens Järnvägsaktiebolag
Am 4. Dezember 1886 konstituierte sich die Halmstad–Bolmens Järnvägsaktiebolag. Der Vorstand der Gesellschaft bestand aus dem Vorsitzenden Carl Nordenfalk, Ivar Lyttkens, dem Kaufmann A. E. Pihl und Kaufmann Anders L. Apelstam, C. L. Larsson aus Älmån, Bankkassier C. G. Löfström und Pfarrherr L Wickelgren.
Für den Bau der Strecke erhielt Carl Johan Jehander, der schwedische „Järnvägskungen“ (deutsch Eisenbahnkönig), einen Vertrag als Generalunternehmer. Der Auftragswert wurde auf 1,29 Millionen Kronen festgelegt. Die Vermessung der Strecke begann am 30. April 1887, und am 12. Juni 1887 erfolgte der erste Spatenstich bei Skedala. In Halmstad wurde damit gerechnet, die Strecke an den Bahnhof der Halmstad–Nässjö Järnvägsaktiebolag anzuschließen, die seit 1885 die von der Halmstad–Jönköpings Järnvägsaktiebolag 1882 eröffnete Bahnstrecke Halmstad–Nässjö betrieb.

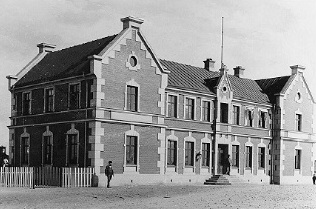
Bahnhof Halmstad Östra

Die beiden Unternehmen konnten sich nicht auf die Bedingungen für die gemeinsame Nutzung des Bahnhofes einigen, weshalb HBJ beschloss, einen eigenen Bahnhof in Halmstad, Halmstad Östra, zu bauen. Die Konzessionsbedingungen enthielten die Nebenstrecke von Åsen an den See Unnen. Die Gesellschaft war mit einem Antrag auf die Verschiebung des Baus dieser Nebenstrecke auf einen späteren Zeitpunkt erfolgreich.
Am 24. August 1889 wurden die letzten Schienenstöße der HBJ mit denen der Vislanda–Bolmens Järnväg (ViBJ) verschraubt. Bereits im Sommer 1889 wurde der Verkehr auf dem Abschnitt Halmstad–Skedala für den öffentlichen Verkehr freigegeben. Die Freigabe für die gesamte Strecke zwischen Halmstad und Bolmen erfolgte am 4. November 1889.
Die Svensk Järnvägsstatistik (schwedisch schwedische Eisenbahnstatistik) verzeichnete 1890 die Kosten für den Bau der Strecke in Höhe von 1.719.976 Kronen. Die Schienen waren aus Stahl und hatten ein Metergewicht von 17,2 kg, die  Neigung betrug 17 ‰ und der minimale Radius 300 Meter. Die Höchstgeschwindigkeit wurde auf 35 km/h festgesetzt.
Die Bahnstrecke Halmstad–Bolmen war der letzte Abschnitt der privaten Schmalspurbahnen zwischen Karlshamn in Blekinge und Halmstad an der Westküste Schwedens. Die Strecke Karlshamn–Vislanda wurde 1874 eingeweiht, die Strecke Vislanda–Bolmen 1878. 1889 wurde mit der Einweihung der HBJ die Gesamtstrecke von Karlshamn nach Halmstad vollendet.
1899 ging die Vislanda–Bolmens Järnvägsaktiebolag (ViBJ) in Konkurs. In der anschließenden Auktion wurde kein Gebot eingereicht. Der Vorstand der HBJ schlug 1902 vor, die ViBJ für eine Summe von 768.299 Kronen zu kaufen. Obwohl die Regierung hinter diesem Vorschlag stand, wurde er 1904 vom Reichstag abgelehnt. Dies lag vor allem am starken Widerstand der Vertreter von Kronobergs län. Diese Problematik wurde erst 1907 gelöst, als Karlshamn–Vislanda Järnvägsaktiebolag (KWJ) vorschlug, beide Bahnen zusammenzulegen. KWJ übernahm die Vermögenswerte und die Schulden der ViBJ; zwei Stammaktien der ViBJ wurden für eine der KWJ getauscht. Im Juli 1908 erfolgte der Zusammenschluss von KWJ und ViBJ zur Karlshamn–Vislanda–Bolmens Järnvägsaktiebolag (KVBJ). Halmstad–Bolmens Järnvägsaktiebolag verpasste dieses Geschäft; das Unternehmen machte keine weiteren Versuche, seine Strecke zu erweitern.

## Betrieb
Für Betrieb und Wartung der Fahrzeuge wurden in Halmstad südlich des Bahnhofsgebäudes ein achtständiger Ringlokschuppen sowie eine Drehscheibe mit einem Durchmesser von acht Metern errichtet. Dazu wurde eine Werkstatt für Lokomotiven und Waggons erbaut, die bis 1927 genutzt wurde. Danach übernahm die Halmstad–Nässjö Järnvägsaktiebolag (HNJ) sämtliche Reparaturen und die Wartung der Schienenfahrzeuge von HBJ.
In Bolmen wurde am südlichen Ende des Bahnhofes 1889 ein zweiständiger Lokschuppen neben dem bereits 1878 von Vislanda–Bolmens Järnvägsaktiebolag (ViBJ) gebauten Schuppen errichtet. HBJ verwendete die 9-Meter-Drehscheibe der ViBJ.
Im Laufe der Zeit wurden Verbesserungen vorgenommen: 1905 wurden drei Brücken umgebaut, und zwischen 1910 und 1921 wurden die Schienen durch neue mit einem Metergewicht von 24,8 kg ersetzt. Zwischen 1920 und 1924 wurden drei Bahnhöfe umgebaut. Von 1916 bis 1925 wurden Linienverbesserungen am höchsten Punkt der Bahn bei Nannarp vorgenommen.

## Fahrzeuge
Für die Strecke wurden unter anderem folgende Fahrzeuge beschafft:
| Nummer | Name       | Bauart           | Achsfolge   | Hersteller                           | Baujahr    | Verbleib                                                |
| ------ | ---------- | ---------------- | ----------- | ------------------------------------ | ---------- | ------------------------------------------------------- |
| 1      | HALMSTAD   | Tenderlok        | C t         | Nydqvist och Holm, Trollhättan       | 251 1887   | 1947: SJ K3t 4050, 1954 verschrottet                    |
| 2      | NORDENFALK | Tenderlok        | C t         | Nydqvist och Holm, Trollhättan       | 252 1888   | 1933 verschrottet                                       |
| 3      | LIDHULT    | Tenderlok        | C t         | Nydqvist och Holm, Trollhättan       | 253 1888   | 1947: SJ K3t 4051, 1956 verschrottet                    |
| 4      | LÄRKAN     | Dampftriebwagen  | A 1 t       | Nydqvist och Holm, Trollhättan       | 261 1889   | mit Kabine für Passagiere und Gepäck, 1933 verschrottet |
| 5      | HALLAND    | Tenderlok        | C t         | Nydqvist och Holm, Trollhättan       | 405 1895   | 1934 verschrottet                                       |
| 6      |            | Tenderlok        | 1' C t      | Nydqvist och Holm, Trollhättan       | 670 1902   | 1947: SJ S10t 4052, 1957 verschrottet                   |
| 7      |            | Tenderlok        | 1' C 1' t   | Henschel, Kassel                     | 17826 1920 | 1947: SJ S3t 4053, 1966 verschrottet                    |
| 11     |            | Rangierlok       | B           | Bjurström AB Slipmaterial, Västervik | 76 1930    | 1947: SJ Zt 197, 1967 verschrottet                      |
| 20     |            | Dieseltriebwagen | (1A)' (A1)' | Hilding Carlsson, Umeå               | 1937       | 1947: SJ Yot 630, 1960 verschrottet                     |
| 21     |            | Dieseltriebwagen | (1A)' (A1)' | Hilding Carlsson, Umeå               | 1938       | 1947: SJ Yot 631, 1960 verschrottet                     |
| 22     |            | Dieseltriebwagen | (1A)' (A1)' | Hilding Carlsson, Umeå               | 1944       | 1947: SJ Yot 632, 1964 verschrottet                     |
| 23     |            | Dieseltriebwagen | (1A)' (A1)' | Hilding Carlsson, Umeå               | 1946       | 1947: SJ Yot 633, 1965 verschrottet                     |
| 101    |            | Beiwagen         | 2' 2'       | Hilding Carlsson, Umeå               | 1939       | 1947: SJ UDFot 1648, 1965 verschrottet                  |
| 103    |            | Beiwagen         | 2' 2'       | Hilding Carlsson, Umeå               | 1945       | 1947: SJ UCFo2t 1649, 1957 verschrottet                 |

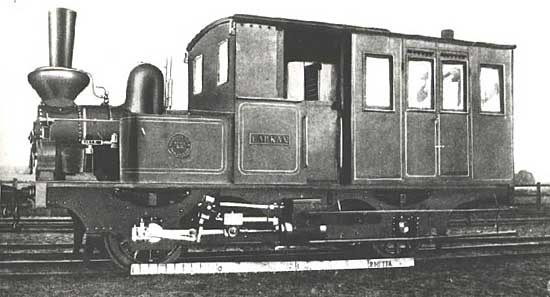
Lokomotive Nr. 4 (Dampftriebwagen) der Halmstad–Bolmens Järnväg bei Auslieferung

Für den Personenverkehr wurden sieben zweiachsige Personenwagen gekauft. Für den Postverkehr beschaffte die Gesellschaft zwei kombinierte zweiachsige Gepäck-Post-Wagen. Für den Güterverkehr waren 56 zweiachsige Güterwagen vorhanden.
Eine Besonderheit war die auf der Bahnstrecke von 1889 bis 1933 eingesetzte Lokomotive Nr. 4 – die Tenderlok LÄRKAN, die mit einer Kabine für Passagiere und Gepäck ausgestattet war, so dass die Reisenden „in der Lokomotive mitfahren“ konnten (siehe Bild).
Der Wagenpark wurde laufend erweitert. 1925 besaß HBJ sieben zweiachsige Personenwagen, drei Drehgestellpersonenwagen und drei zweiachsige Gepäck-Post-Wagen. Der Güterwagenpark bestand aus 116 zweiachsigen Güterwagen und sechs Drehgestellwagen.

## Bahnstrecke Åsen–Unnen
Carl Johan Jehander, der Generalunternehmer beim Bau der Bahnstrecke Halmstad–Bolmen, war Besitzer einer Dampfsäge, die 1888 in Lidhult erbaut wurde. Mit dem vom 16. Juni 1893 datierten Kaufvertrag erwarb Jehander für 400 Kronen etwa 0,59 Hektar Land von Per Andersson und seiner Frau Britta Christina Pettersdotter am See Unnen, um sich einen Platz für den Bau eines Bahnhofes zu sichern.

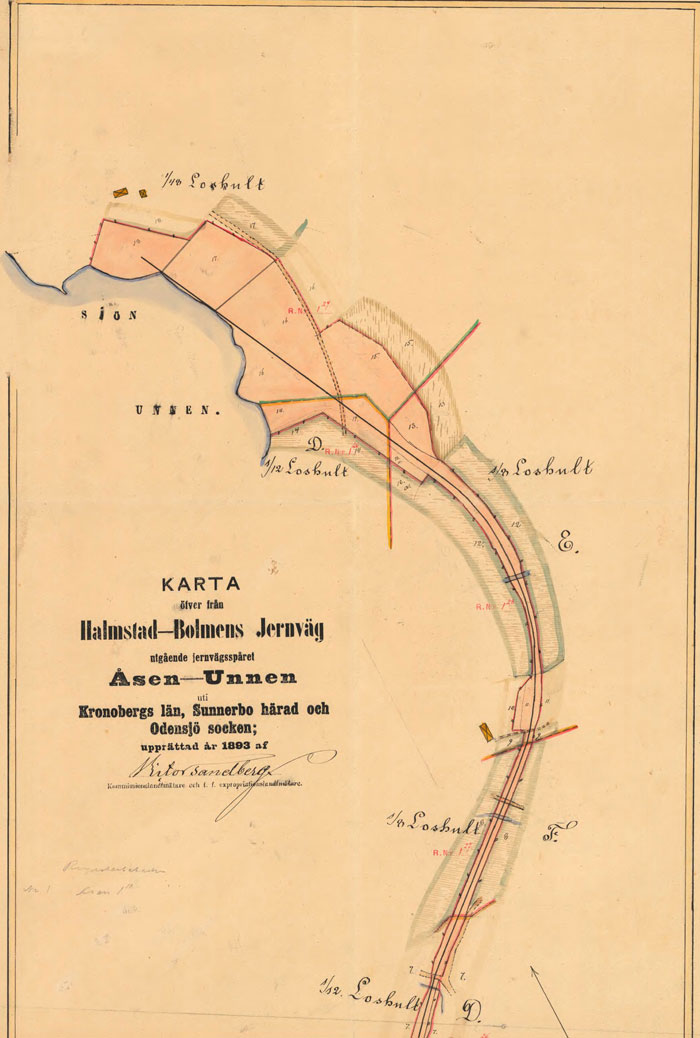
Karte Åsen–Unnen (1893)

Das Land für die Nebenstrecke von Åsen nach Unnen wurde 1893 gegen Entschädigung von der Eisenbahngesellschaft enteignet. Die im selben Jahr fertiggestellte Nebenstrecke kostete 24.000 Kronen. Die Verbindung war 2,5 km lang und wurde von zwei Zügen pro Tag befahren, um am Hafen in Unnen Fracht und Passagiere von den Dampfschiffen Vega oder Freya zu übernehmen. Diese verkehrten über den See nach Södra Unnaryd.
Jehander beschloss 1895, mit seinem Sägewerk an den Unnen umzuziehen, als die Bahnstrecke fertiggestellt war. Auf diese Weise bekam das Sägewerk von Unnen eine gute Verbindung für die Anlieferung von Rohholz, das über den See geschleppt wurde, sowie für Schnittholz, das auf der Schiene abtransportiert werden konnte. Im November 1896 verkaufte er das Sägewerk an den Holzhändler August Persson, der bereits mehrere Dampfsägen besaß. Das Werk hatte rund 50 Mitarbeiter und lag auf einem Grundstück in Loshult am südöstlichen Ufer des Unnen in Bahnhofsnähe. Besitzer August Persson zog am 5. November 1897 mit seiner Familie von Älmås in das neue Dampfsägewerk. Am 14. November 1898 verlegte Persson den Hauptsitz des Sägewerkes nach Yttra Röshult.
Mit dem Ausbruch des Ersten Weltkrieges veränderten sich rasch die Möglichkeiten für den Export von Schnittholz, was massive Verschlechterungen der Rentabilität für die ganze Sägeindustrie in Schweden mit sich brachte. Persson eröffnete daraufhin in Ljungby 1917 ein Fuhrunternehmen und verkaufte das Sägewerk.
Die Holztransporte auf der Strecke wurden immer geringer, bis sie 1939 eingestellt wurden. Dies führte in der Folge zu dem Beschluss, die Bahn einzustellen und abzubauen. Sägewerksbesitzer Frans Andersson appellierte an die Regierung unter der Leitung von Ministerpräsident Per Albin Hansson, die Bahn bestehen zu lassen. In einer Kabinettssitzung 1940 wurde beschlossen, die Bahn stillzulegen und stattdessen dem Sägewerksbesitzer den Bahndamm zum Bau einer Straße für schwere Lastwagen zu überlassen.
Der Gesamtverkehr auf der Strecke endete im Oktober 1941. Nachdem Statens Järnvägar am 1. Juli 1947 die Halmstad–Bolmens Jernvägsaktiebolag übernommen hatte, wurde das Bahngelände am 26. Mai 1948 an den Bahnhofsvorsteher Anders Lindqvist aus Oskarström verkauft.

## Verstaatlichung
Im Mai 1939 beschloss der Reichstag die Maßnahmen für die Vereinigung des schwedischen Eisenbahnnetzes (schwedisch åtgärder för enhetliggörande av det svenska järnvägsnätet), die in die allgemeine Eisenbahnverstaatlichung mündeten. Die Königliche Eisenbahnverwaltung (schwedisch Kungliga Järnvägsstyrelsens) erhielt damit den Auftrag, durch freiwillige Verhandlungen mit privaten Bahnunternehmen den Kauf dieser Gesellschaften durch den Staat zu vereinbaren.
Die Verhandlungen mit HBJ begannen 1945 nach dem Ende des Zweiten Weltkrieges. Daraus resultierte der Verkauf der HBJ und deren Integration ab dem 1. Juli 1947 in Statens Järnvägar.

## Stilllegung

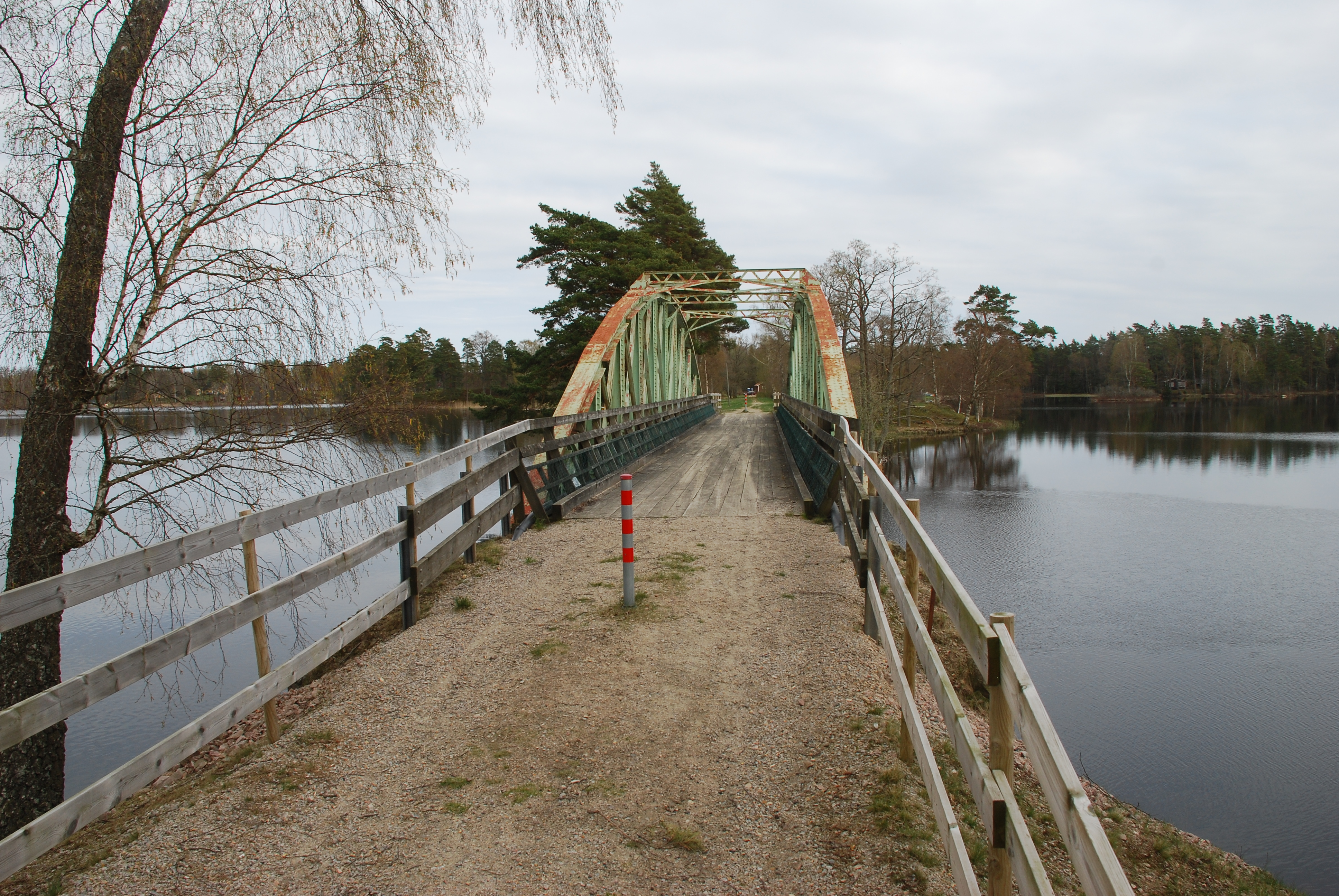
Die Brücke über den Fettjesund wird heute für einen Radweg genutzt

Während der SJ-Zeit war die Bahn über viele Jahre ein wichtiges Transportmittel für Gesellschaft und Industrie. Die Entwicklung des Autoverkehrs mit Lastkraftwagen, Bussen und Personenkraftwagen führte schließlich zu einer sinkenden Wettbewerbsfähigkeit der Schmalspurbahn trotz Rationalisierung. Dies hatte geringere Rentabilität und verlustbringende Geschäfte zur Folge.
Daher wurde im Juli 1966 der gesamte Verkehr zwischen Halmstad und Bygget eingestellt. Im Oktober 1966 folgte der Rest der Strecke zwischen Bygget und Bolmen.